# فلات تبت

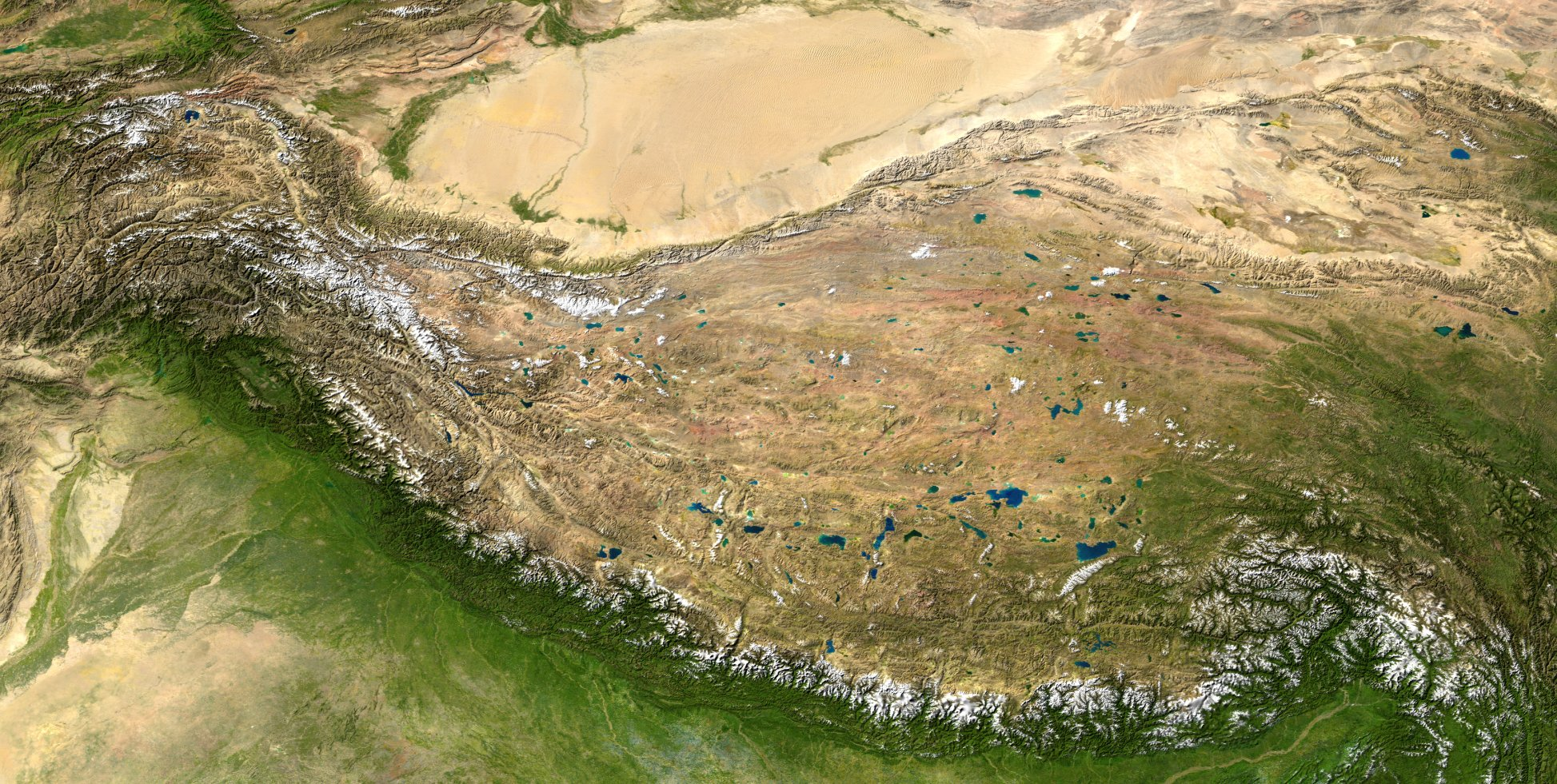
فلات تبت در میان رشته‌کوه‌های هیمالیا در جنوب و بیابان تکله‌مکان در شمال جای گرفته‌است.

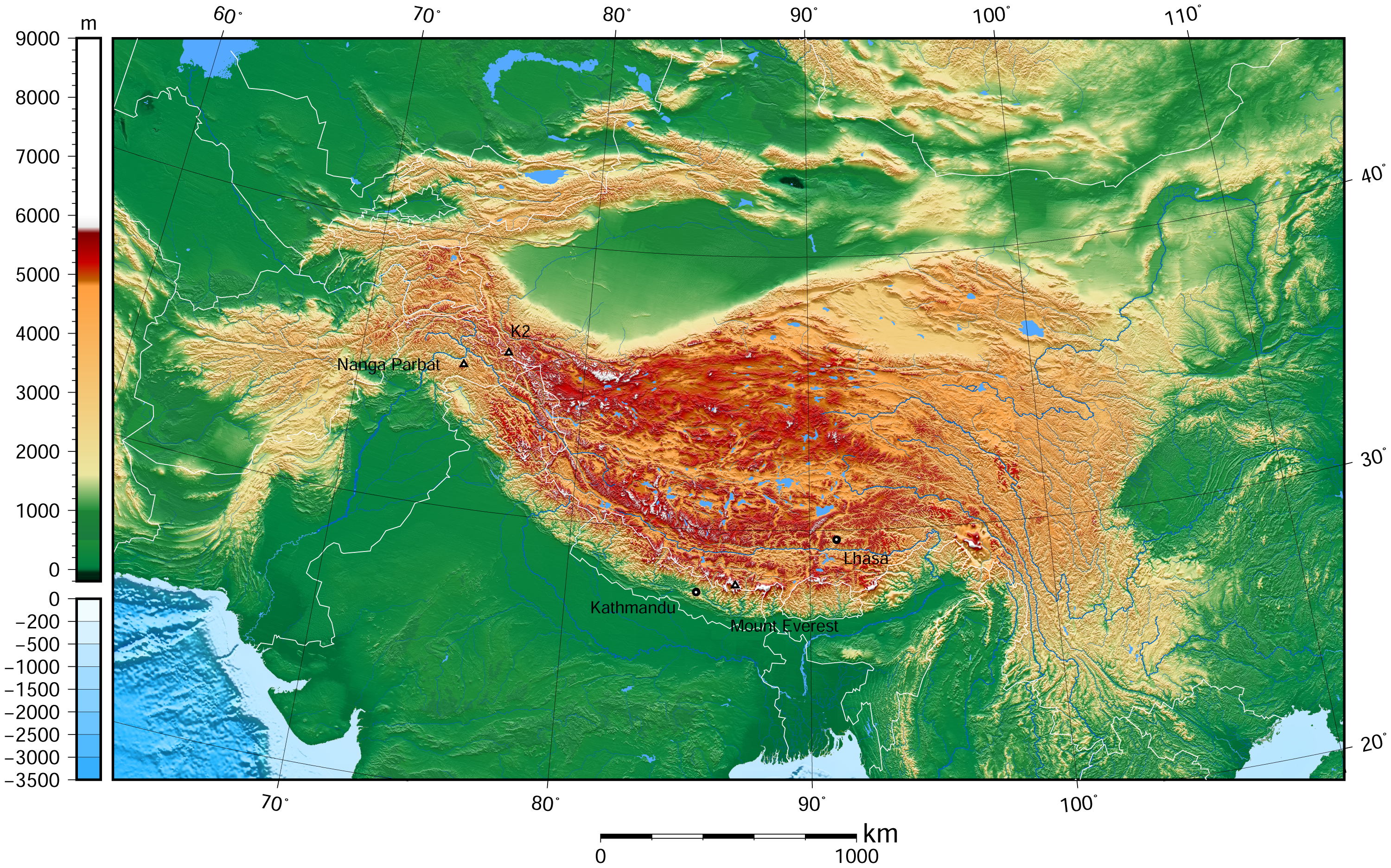
فلات تبت و نواحی اطرافش از فضای ۱۶۰۰ متری بالای آن – توپوگرافی

فلات تَبٌَت بلندترین فلات زمین است و به همین دلیل لقب «بام دنیا» را گرفته است. ارتفاع متوسط آن بیش از ۴۵۰۰ متر از سطح دریاست و همین ویژگی باعث شده که اقلیم خاصی داشته باشد و تأثیر زیادی بر الگوهای آب‌وهوایی آسیا، به‌ویژه باران‌های موسمی جنوب آسیا بگذارد. 
قلات تبت فلاتی گسترده و بلند در آسیای خاوری است که بیشتر جاهای منطقه خودگردان تبت در جمهوری مردمی چین و لداخ در کشمیر را دربر می‌گیرد. فلات تبت پهنه‌ای در حدود ۱٬۰۰۰ تا ۲٬۵۰۰ کیلومتر را فراگرفته‌است و میانگین بلندی آن برابر ۴٬۵۰۰ متر می‌باشد. این فلات پهنه‌ای برابر ۲٫۵ میلیون کیلومتر مربع (کمابیش برابر ۴ بار اندازهٔ ایالت تگزاس آمریکا یا کشور فرانسه) دارد.
فلات تبت محل پیدایش بسیاری از رودخانه‌های بزرگ آسیاست، از جمله یانگ‌تسه، مکونگ، ایندوس و براهماپوترا، که از دل یخچال‌های آن سرچشمه می‌گیرند. تبت همچنین زیستگاه گونه‌های منحصر‌به‌فردی است که به ارتفاع زیاد عادت کرده‌اند، مانند بز کوهی تبتی، پلنگ برفی و غژگاو. جالب است که شواهد فسیلی و دی‌ان‌ای نشان می‌دهد که انسان‌های منقرض‌شده‌ای مانند انسان‌تبار دنیسووا هزاران سال پیش در این فلات زندگی می‌کرده‌اند. از دید زمین‌شناسی، فلات تبت حاصل برخورد دو صفحه بزرگ قاره‌ای است؛ یعنی برخورد شبه‌قاره هند با اوراسیا که هنوز هم ادامه دارد و باعث بالا آمدن فلات می‌شود. این فلات نه‌تنها اهمیت طبیعی دارد، بلکه از نظر فرهنگی نیز جایگاه ویژه‌ای دارد و مرکز آیین بودایی تبتی و خانه دالایی لاما بوده است.

## جایگاه
فلات تبت را رشته‌کوه‌های بلندی فراگرفته‌است. از شمال باختری به رشته‌کوه‌های کولون (که آن را از حوضهٔ آبریز تاریم جدا می‌سازد) محدود می‌شود و از شمال با رشته‌کوه‌های کیلیان که فلات را از بیابان گوبی جدا می‌سازد. در نزدیکی جنوب، فلات با درهٔ رود یارلونگ سانگپو که در بستر رشته‌کوه هیمالیا جریان دارد و با صفحهٔ گستردهٔ جلگهٔ سند و گنگ برش خورده‌است. در خاور و جنوبی‌ترین جا، فلات به گلوگاه جنگلی و جغرافیایی برآمدهٔ سرچشمه‌های کوهی رودهای سالوین، مِکنگ و یانگتزه در سیچوآن باختری و جنوب باختری چینگهای، راه می‌دهد.
در باختر نیز پیچش رشته‌کوه‌های ناهموار قره‌قروم در شمال کشمیر در شمال‌غربی شبه‌قارهٔ هند را در بر می‌گیرد.

## توصیف
فلات تبت توسط رشته‌کوه‌های عظیم آسیای کوهستانی احاطه شده‌است. در جنوب، این فلات به رشته‌کوه هیمالیای درونی محدود می‌شود، در شمال به کوه‌های کون‌لون که آن را از حوضه تاریم جدا می‌کنند، و در شمال‌شرق به کوه‌های چی‌لیان که فلات را از دالان خه‌شی و بیابان گُبی جدا می‌سازند. در شرق و جنوب‌شرق، فلات به نواحی کوهستانی پوشیده از جنگل، دره‌ها و خط‌الرأس‌هایی منتهی می‌شود که سرچشمه رودخانه‌های سالوین، مکونگ و یانگ‌تسه در شمال‌غرب یون‌نان و غرب سیچوان هستند (در ناحیه کوه‌های هنگ‌دوان). در غرب، انحنای رشته‌کوه ناهموار قراقروم در شمال کشمیر، فلات را در بر می‌گیرد. رود سند نیز از غرب فلات تبت و در نزدیکی دریاچه ماناسارووار سرچشمه می‌گیرد.
فلات تبت در شمال توسط پرتگاهی پهن مرزبندی می‌شود، جایی که ارتفاع از حدود ۵٬۰۰۰ متر به ۱٬۵۰۰ متر می‌رسد و این تغییر در فاصله‌ای کمتر از ۱۵۰ کیلومتر رخ می‌دهد. در امتداد این پرتگاه، رشته‌کوه‌هایی قرار دارند. در غرب، کوه‌های کون‌لون، فلات را از حوضه تاریم جدا می‌کنند. در میانهٔ تاریم، این رشته‌کوه به آلتین‌تاغ تبدیل می‌شود و کون‌لون‌ها به‌صورت قراردادی اندکی به سمت جنوب ادامه می‌یابند. در ناحیهٔ «V»-شکل حاصل از این انشعاب، بخش غربی حوضه چای‌دام قرار دارد. آلتین‌تاغ در نزدیکی گردنهٔ دانگ‌جین و جاده دونهوانگ – گولمود پایان می‌یابد. در غرب آن رشته‌کوه‌هایی کوتاه به‌نام‌های دانگه، یما، شوله و تولای‌نان‌شان قرار دارند. شرقی‌ترین رشته‌کوه، چی‌لیان است. خط کوهستان به‌سوی شرق و به‌سمت چین‌لینگ ادامه می‌یابد، که فلات اردوس را از سیچوان جدا می‌کند. در شمال این کوه‌ها، دالان گانسو یا دالان خه‌شی قرار دارد که مسیر اصلی جاده ابریشم از چین مرکزی به غرب بوده‌است.
این فلات منطقه‌ای خشک و بلند در قالب استپ است که با رشته‌کوه‌ها و دریاچه‌های شور بزرگ درهم‌تنیده شده‌است. بارندگی سالانه بین ۱۰۰ تا ۳۰۰ میلی‌متر است و عمدتاً به‌شکل تگرگ می‌بارد. لبه‌های جنوبی و شرقی استپ دارای مراتعی هستند که می‌توانند جمعیت کوچ‌نشین دام‌پرور را به‌صورت پایدار پشتیبانی کنند، اگرچه یخبندان برای حدود شش ماه در سال در این مناطق رخ می‌دهد. یخبندان دائمی در بخش‌های وسیعی از فلات وجود دارد. هرچه به سمت شمال و شمال‌غرب پیش می‌رویم، فلات بلندتر، سردتر و خشک‌تر می‌شود تا به ناحیه دورافتاده چانگ‌تانگ در شمال‌غرب فلات می‌رسد. در این منطقه، میانگین ارتفاع از ۵٬۰۰۰ متر فراتر می‌رود و دمای زمستان می‌تواند به ۴۰- درجه سلسیوس برسد. در نتیجه این شرایط بسیار نامساعد، منطقه چانگ‌تانگ (به‌همراه ناحیه همجوار کِکِشی‌لی) کم‌جمعیت‌ترین منطقه آسیا و پس از جنوبگان و گرینلند شمالی، سومین منطقه کم‌جمعیت جهان است.

## زمین‌شناسی و تاریخ زمین‌شناختی

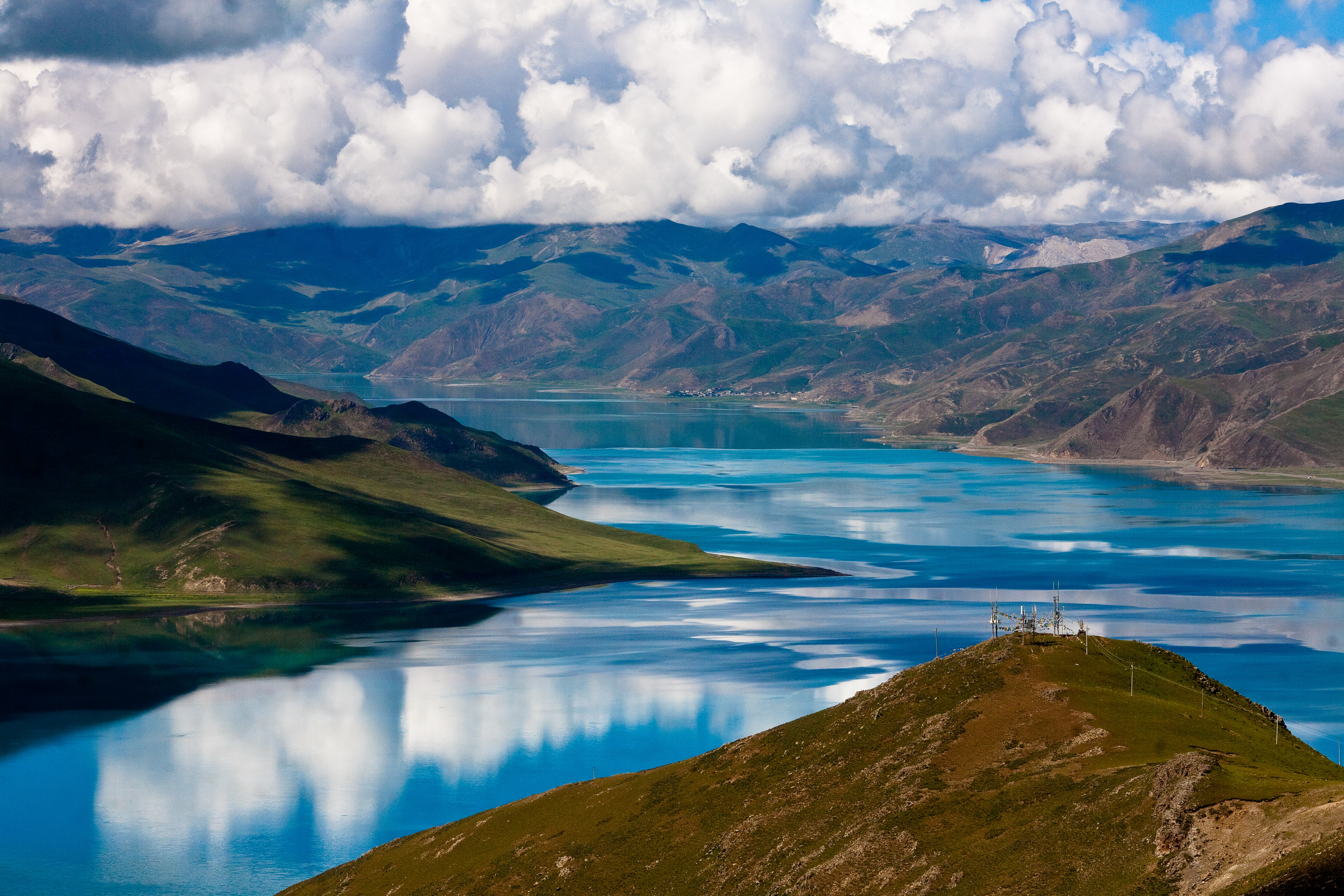
دریاچه یامدروک یکی از چهار دریاچه بزرگ تبت است که همگی در سنت محلی مکان‌های زیارتی مقدس به‌شمار می‌روند.

تاریخ زمین‌شناسی فلات تبت ارتباط نزدیکی با رشته‌کوه‌های هیمالیا دارد. هیمالیا بخشی از کوه‌زایی آلپی به‌شمار می‌رود و بنابراین از جوان‌ترین رشته‌کوه‌های زمین است. این کوه‌ها عمدتاً از سنگ‌های رسوبی و دگرگون بالا آمده تشکیل شده‌اند. این فرایند در نتیجهٔ برخورد قاره‌ای یا کوه‌زایی در امتداد مرز همگرا میان صفحه هند-استرالیا و صفحه اوراسیا رخ داده‌است.
برخورد این دو صفحه در دوران کرتاسه پسین، حدود ۷۰ میلیون سال پیش آغاز شد؛ زمانی که صفحه هند-استرالیا با سرعت حدود ۱۵ سانتی‌متر در سال به سمت شمال حرکت می‌کرد و به صفحه اوراسیا برخورد کرد. حدود ۵۰ میلیون سال پیش، این برخورد موجب بسته‌شدن کامل اقیانوس تتیس شد که وجود آن با شواهد سنگ‌های رسوبی کف اقیانوس و آتشفشان‌های حاشیه‌ای آن مشخص شده‌است. از آن‌جایی که این رسوبات سبک بودند، به‌جای فرو رفتن به کف، فشرده شده و رشته‌کوه‌هایی را تشکیل دادند. در مراحل آغازین این فرایند، در اواخر پالئوژن، تبت به‌جای یک دشت مرتفع و یکنواخت کنونی، منطقه‌ای با دره‌های عمیق و رشته‌کوه‌های متعدد بود. میانگین ارتفاع فلات از زمان بالا‌آمدن اولیه در ائوسن تغییراتی را تجربه کرده‌است؛ بر اساس داده‌های ایزوتوپی، ارتفاع فلات در مرز بین الیگوسن و میوسن حدود ۳٬۰۰۰ متر از سطح دریا بوده و بین ۲۵٫۵ تا ۲۱٫۶ میلیون سال پیش، حدود ۹۰۰ متر افت داشته‌است که احتمالاً ناشی از فرسایش یا گسترش پوسته از شرق به غرب بوده‌است. سپس فلات بین ۲۱٫۶ تا ۲۰٫۴ میلیون سال پیش، دوباره بین ۵۰۰ تا ۱٬۰۰۰ متر افزایش ارتفاع پیدا کرده‌است.

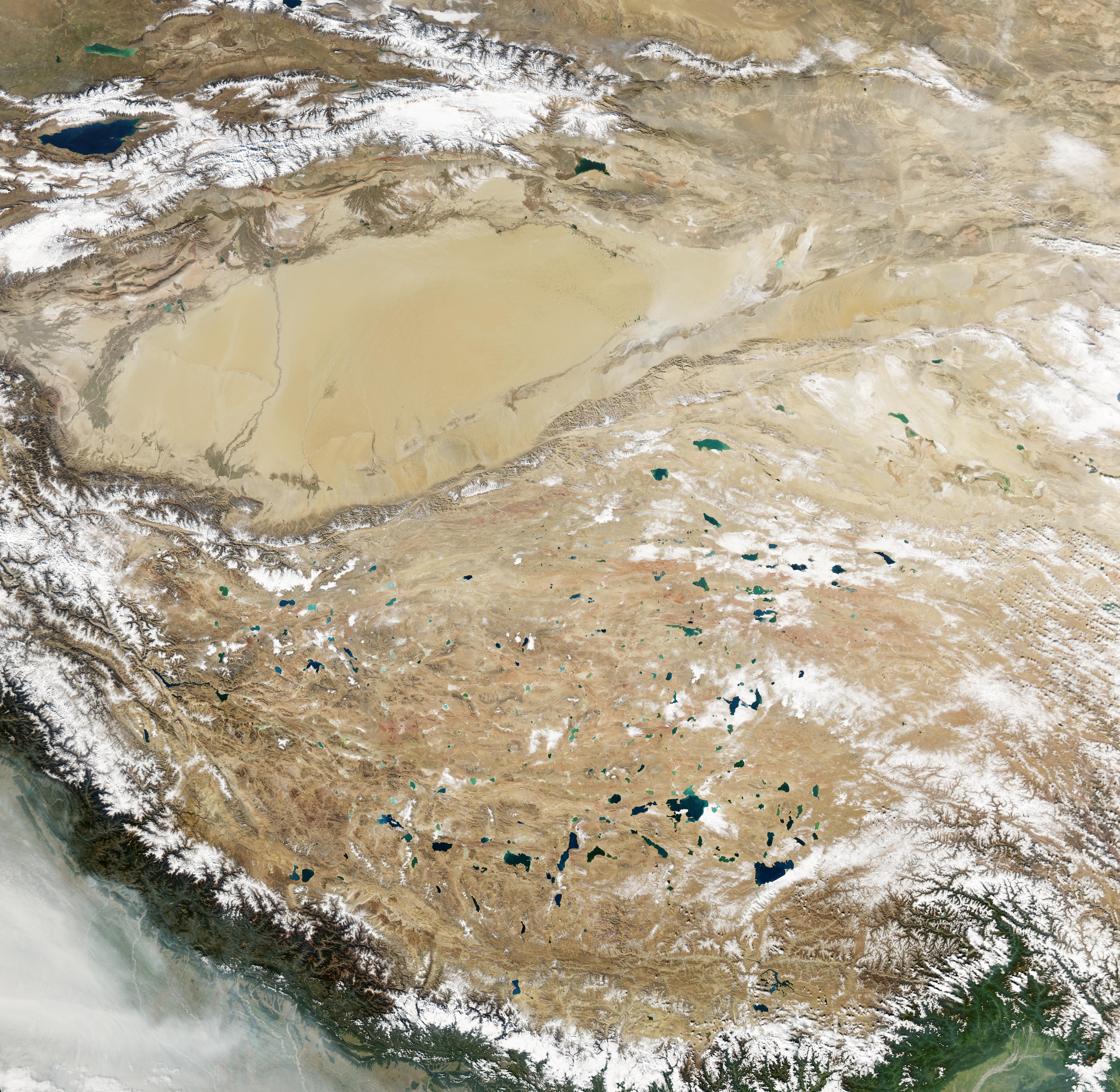
تصویر ماهواره‌ای رنگ‌طبیعی از فلات تبت

شواهد دیرین‌گیاه‌شناختی نشان می‌دهد که ناحیهٔ درز نو‌جیانگ و یارلونگ-تسانگپو تا اواخر الیگوسن یا اوایل میوسن، نواحی کم‌ارتفاع گرمسیری یا نیمه‌گرمسیری بوده‌اند که امکان تبادل زیستی در سراسر تبت را فراهم می‌کرده‌اند. شواهد مربوط به دره‌های کششی شرق-غربی در نواحی لهاسا و هیمالیا نشان می‌دهند که ارتفاع فلات به حدود ۱۴ تا ۸ میلیون سال پیش به سطح کنونی نزدیک شده بود. نرخ فرسایش در تبت نیز از حدود ۱۰ میلیون سال پیش به‌طور چشم‌گیری کاهش یافته‌است. صفحه هند-استرالیا همچنان به‌صورت افقی به زیر فلات تبت فشار وارد می‌کند و باعث بالا‌آمدن آن می‌شود؛ برآورد می‌شود که فلات هنوز با نرخ تقریبی ۵ میلی‌متر در سال در حال بالاآمدگی زمین‌ساختی است، هرچند فرسایش این افزایش ارتفاع را تا حدی خنثی می‌کند.
بخش زیادی از فلات تبت نسبتاً هموار است. علت این همواری مورد بحث میان زمین‌شناسان است. برخی معتقدند که فلات تبت یک پنه‌پلن بالا‌آمده است که در ارتفاع پایین شکل گرفته‌است، در حالی که برخی دیگر این همواری را ناشی از فرسایش و پر شدن فرورفتگی‌های توپوگرافی در ارتفاعات بالا می‌دانند. وضعیت زمین‌ساختی کنونی فلات نیز موضوع بحث است. دو نظریه برجسته عبارت‌اند از مدل «بلوک» و مدل «پیوسته». طبق مدل اول، پوستهٔ فلات از چندین بلوک با دگرشکلی اندک تشکیل شده که توسط گسل‌های امتدادلغز اصلی از هم جدا می‌شوند. در مدل دوم، فلات در اثر دگرشکلی گسترده ناشی از جریان درون پوسته دستخوش تغییر می‌شود.

## تاریخ انسانی

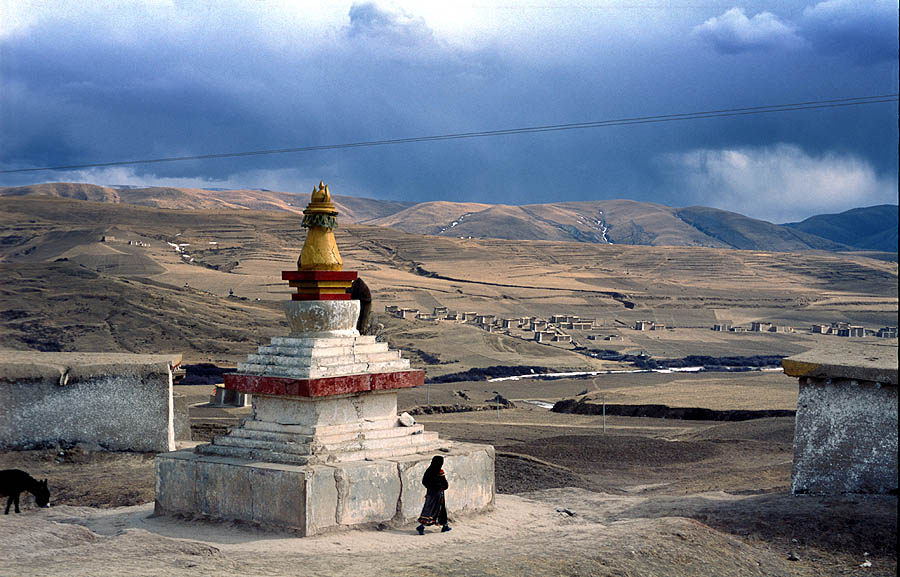
استوپای بودایی تبتی و خانه‌هایی در حومهٔ نگاوا، در فلات تبت

بر پایهٔ پژوهشی که در نشریهٔ نیچر منتشر شد، انسان‌های منقرض‌شدهٔ دنیسووا از حدود ۲۰۰٬۰۰۰ تا ۴۰٬۰۰۰ سال پیش در فلات تبت می‌زیسته‌اند.
کوچ‌نشین‌ها در فلات تبت و هیمالیا بازماندگان شیوه‌های زندگی کوچ‌نشینی هستند که زمانی در آسیا و آفریقا گسترده بوده‌است. کوچ‌نشینان دام‌دار حدود ۴۰٪ از جمعیت تبت را تشکیل می‌دهند. حضور این کوچ‌نشینان در فلات تبت وابسته به توانایی آن‌ها در بهره‌برداری از چمنزارها از طریق دامداری است، چرا که کشاورزی با توجه به وضعیت جغرافیایی این منطقه ممکن نیست. شواهد باستان‌شناسی نشان می‌دهد که نخستین سکونت انسان در این فلات بین ۳۰٬۰۰۰ تا ۴۰٬۰۰۰ سال پیش اتفاق افتاده‌است. از زمان آغاز سکونت انسان در فلات، فرهنگ تبتی در نواحی غربی، جنوبی و شرقی این منطقه شکل گرفته و رشد کرده‌است. بخش شمالی، یعنی چانگ‌تانگ، معمولاً بیش از حد مرتفع و سرد است و امکان سکونت دائمی در آن وجود ندارد. یکی از برجسته‌ترین تمدن‌هایی که در فلات تبت شکل گرفت، امپراتوری تبت بود که از سدهٔ هفتم تا نهم میلادی پابرجا بود.

## تأثیر بر سایر مناطق

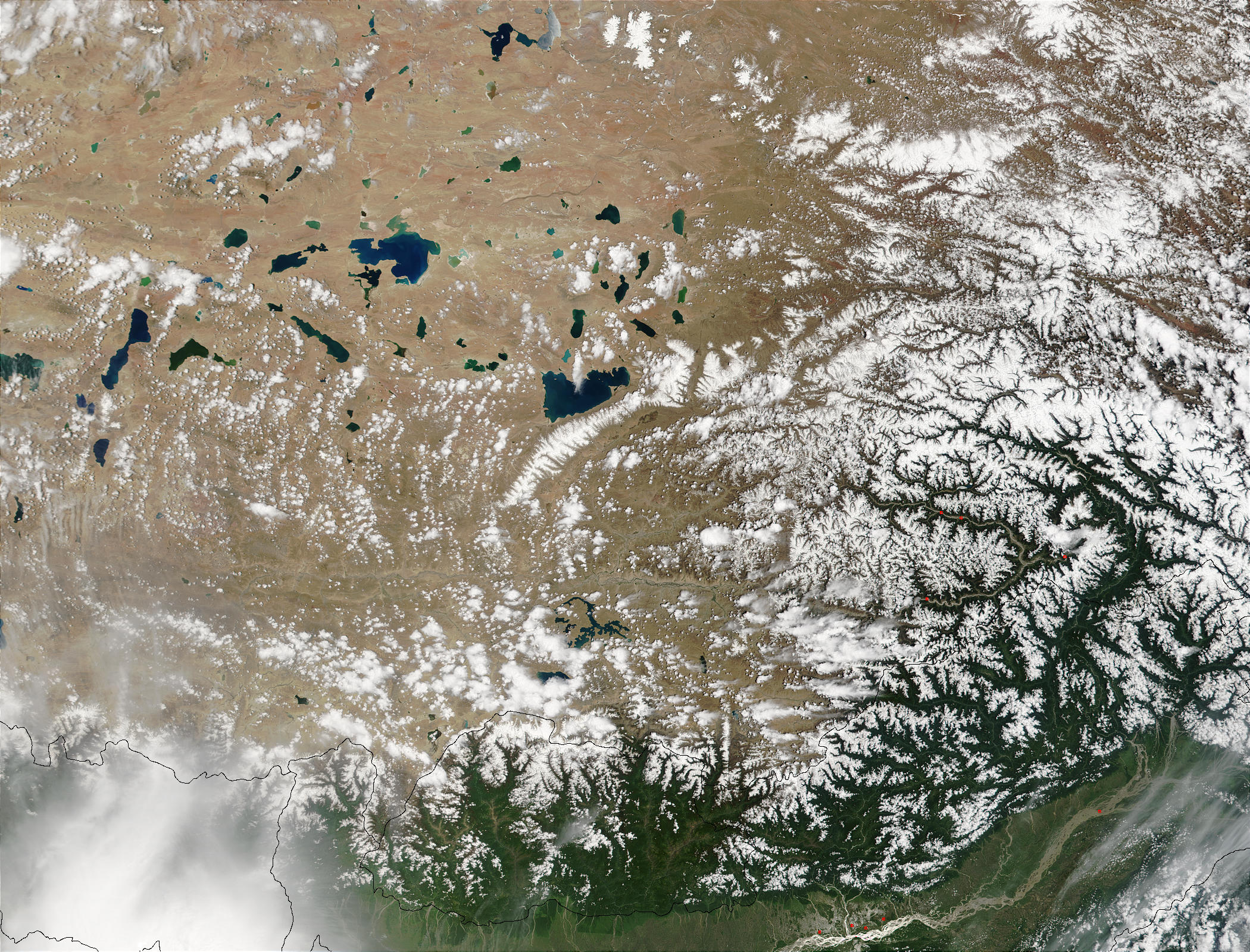
تصویر ماهواره‌ای ناسا از جنوب‌شرقی فلات تبت. رود برهماپوترا در پایین سمت راست دیده می‌شود.

### نقش در باران‌های موسمی
فصل باران‌های موسمی یا مونسون‌ها نتیجهٔ تفاوت دامنهٔ تغییرات فصلی دمای سطح میان خشکی و اقیانوس هستند. این تفاوت گرمایش به دلیل نرخ متفاوت جذب حرارت میان زمین و آب رخ می‌دهد. گرمای اقیانوس به‌صورت عمودی و در لایه‌ای مختلط تا عمق حدود ۵۰ متری (بر اثر باد و تلاطم) توزیع می‌شود، اما سطح خشکی گرما را آهسته‌تر منتقل می‌کند و فقط لایه‌ای به عمق یک متر را گرم می‌سازد. همچنین ظرفیت گرمایی ویژه آب مایع به‌مراتب بیشتر از مواد تشکیل‌دهندهٔ سطح زمین است. در نتیجه، ظرفیت گرمایی لایهٔ درگیر در چرخهٔ فصلی روی اقیانوس‌ها بسیار بیشتر از خشکی‌هاست؛ بنابراین خشکی‌ها سریع‌تر گرم و سرد می‌شوند. در نتیجه، هوای بالای خشکی زودتر گرم شده و به دمای بالاتری می‌رسد نسبت به هوای بالای دریا. این هوای گرم تمایل به بالا رفتن دارد و ناحیه‌ای کم‌فشار ایجاد می‌کند. این تفاوت فشار باعث وزش باد به‌سمت خشکی می‌شود که همراه خود، هوای مرطوب روی اقیانوس را می‌آورد. بارندگی به‌واسطهٔ این رطوبت افزایش می‌یابد. این فرایند با مکانیزم‌هایی چون صعود هوای مرطوب توسط کوه‌ها، گرمایش سطحی، همگرایی در سطح زمین، واگرایی در ارتفاع و جریان‌های خروجی از طوفان‌ها تشدید می‌شود. هنگام بالا رفتن هوا، بر اثر کاهش فشار منبسط می‌شود، سرد می‌شود و میعان و بارش رخ می‌دهد.

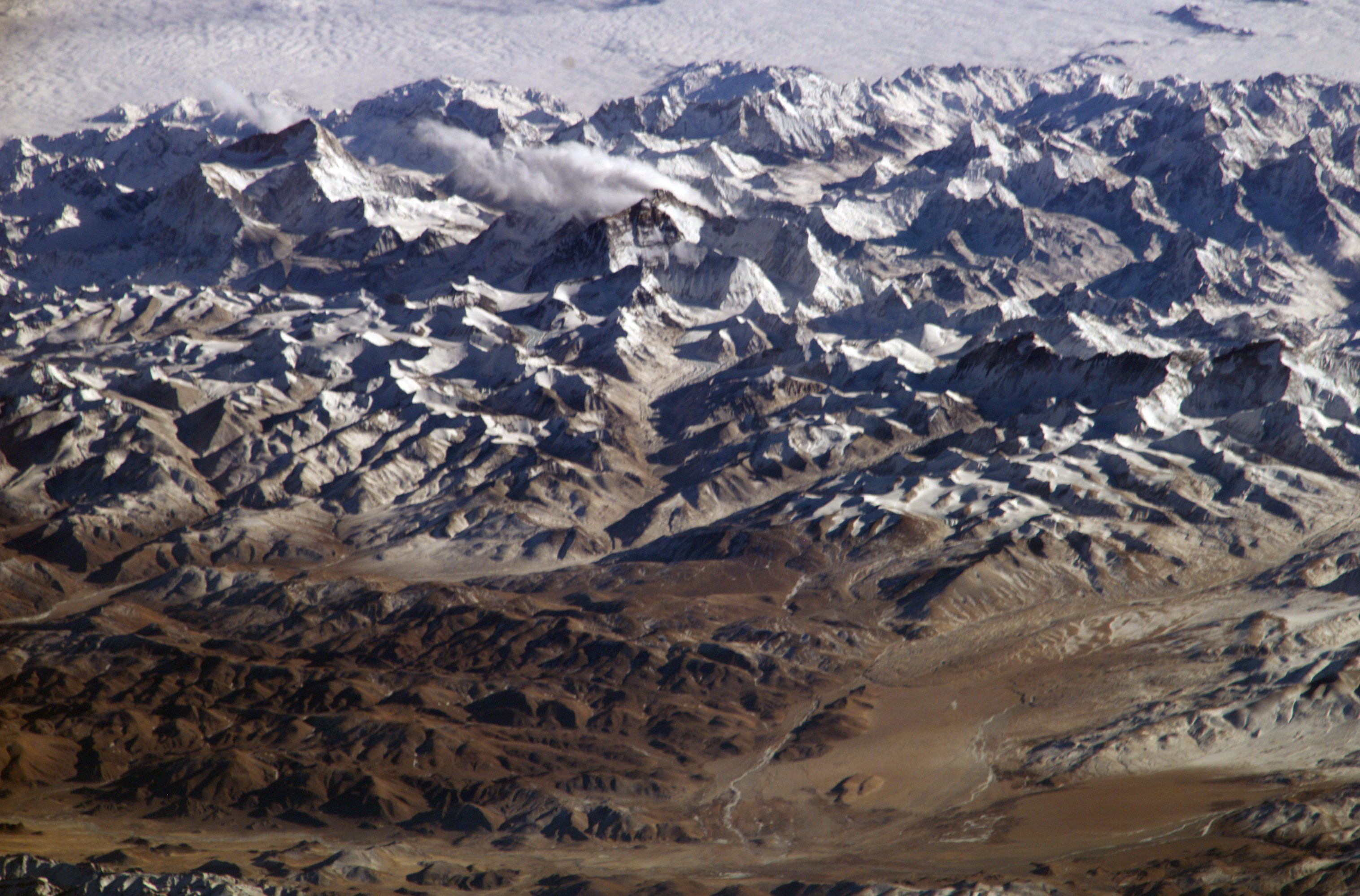
رشته‌کوه هیمالیا از دید فضا، از بالا بر فراز فلات تبت به‌سمت جنوب

در زمستان، زمین به‌سرعت سرد می‌شود اما اقیانوس حرارت خود را حفظ می‌کند. در این حالت، هوای گرم بر فراز دریا بالا می‌رود و ناحیه‌ای کم‌فشار ایجاد می‌کند، در حالی‌که خشکی تحت فشار بالای خشک قرار می‌گیرد. این وضعیت باعث وزش باد از خشکی به دریا می‌شود و خشک‌سالی را تشدید می‌کند. مونسون‌ها شباهت‌هایی با نسیم دریا و خشکی دارند، ولی در مقیاسی بسیار بزرگ‌تر، قوی‌تر و فصلی رخ می‌دهند. چرخش فصلی بادهای موسمی و آب‌وهوای ناشی از گرم و سرد شدن فلات تبت، قوی‌ترین سامانهٔ مونسونی روی زمین است.

## یخچال‌های طبیعی

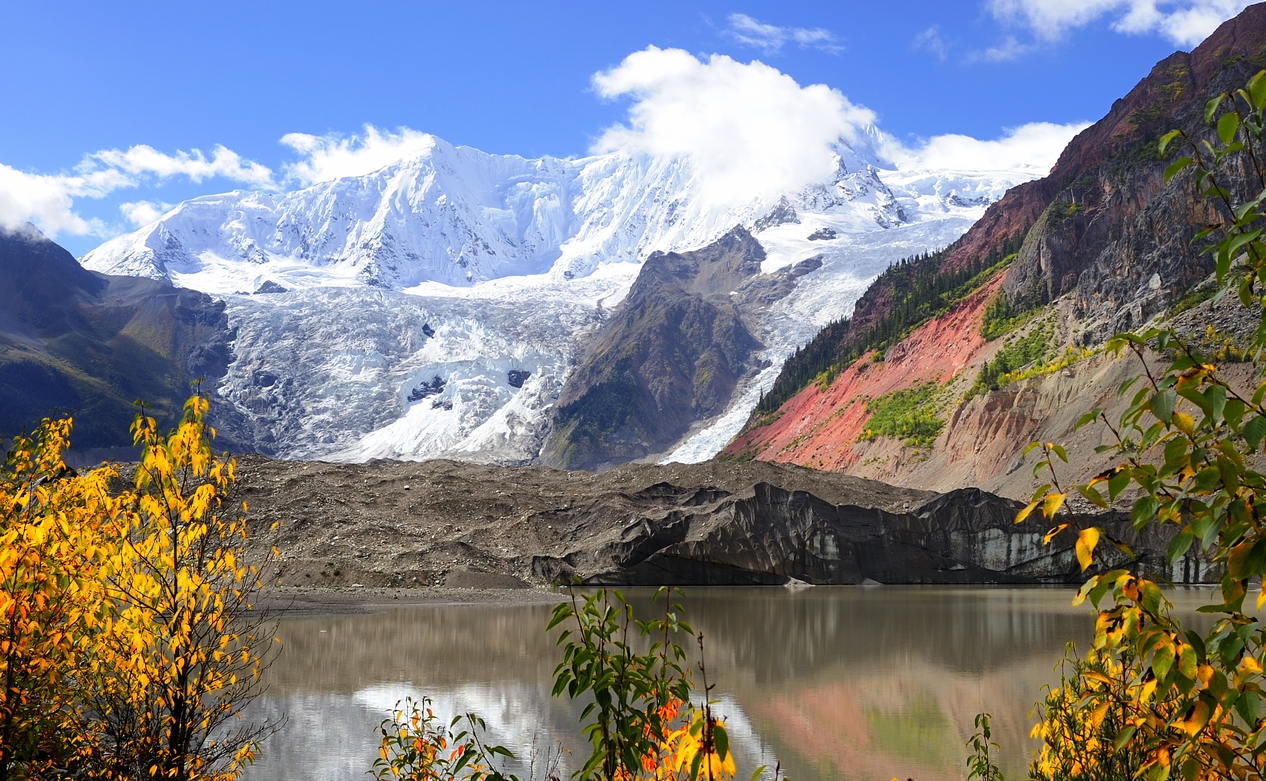
یخچال طبیعی میدوی در نینگ‌چی

### نمونه‌های زیستی منجمد
یخ‌های فلات تبت پنجره‌ای ارزشمند به گذشته‌اند. در سال ۲۰۱۵، پژوهشگران با صعود به قلهٔ یخچال گولیا که ضخامت یخ آن ۳۱۰ متر بود، تا عمق ۵۰ متری حفاری کردند تا نمونه‌های هسته یخ را بازیابی کنند. به‌علت زیست‌توده بسیار اندک در این نمونه‌های ۱۵٬۰۰۰ ساله، حدود پنج سال زمان برد تا بتوانند ۳۳ ویروس شناسایی کنند که ۲۸ مورد آن‌ها برای علم ناشناخته بودند. هیچ‌کدام از این ویروس‌ها زنده نمانده‌اند. تحلیل تبارزایی نشان می‌دهد که این ویروس‌ها احتمالاً گیاهان یا دیگر میکروارگانیسم‌ها را آلوده می‌کردند.

### تغییر اقلیم
فلات تبت سومین ذخیرهٔ بزرگ یخ در جهان را در خود جای داده است. چین داخه، رئیس پیشین سازمان هواشناسی چین در سال ۲۰۰۹ چنین ارزیابی‌ای ارائه داد:
دمای فلات چهار برابر سریع‌تر از دیگر نقاط چین در حال افزایش است، و یخچال‌های تبت با سرعتی بیشتر از هر نقطهٔ دیگر جهان در حال عقب‌نشینی‌اند. در کوتاه‌مدت، این امر باعث گسترش دریاچه‌ها و جاری‌شدن سیلاب و روانه‌های گِلی خواهد شد. اما در درازمدت، یخچال‌ها مسیرهای حیاتی تغذیه رودخانه‌هایی چون سند و گنگ هستند. زمانی‌که این یخچال‌ها از بین بروند، تأمین آب در آن مناطق در خطر خواهد بود.
فلات تبت، بزرگ‌ترین پهنهٔ یخچالی در عرض‌های جغرافیایی پایین است و نسبت به گرمایش جهانی به‌شدت آسیب‌پذیر است. در پنج دههٔ گذشته، ۸۰٪ از یخچال‌های این فلات عقب‌نشینی کرده‌اند و ۴٫۵٪ از سطح کلی یخ‌های آن کاهش یافته‌است.
این منطقه همچنین در معرض آسیب ناشی از ذوب یخبندان دائمی به‌سبب تغییر اقلیم قرار دارد.

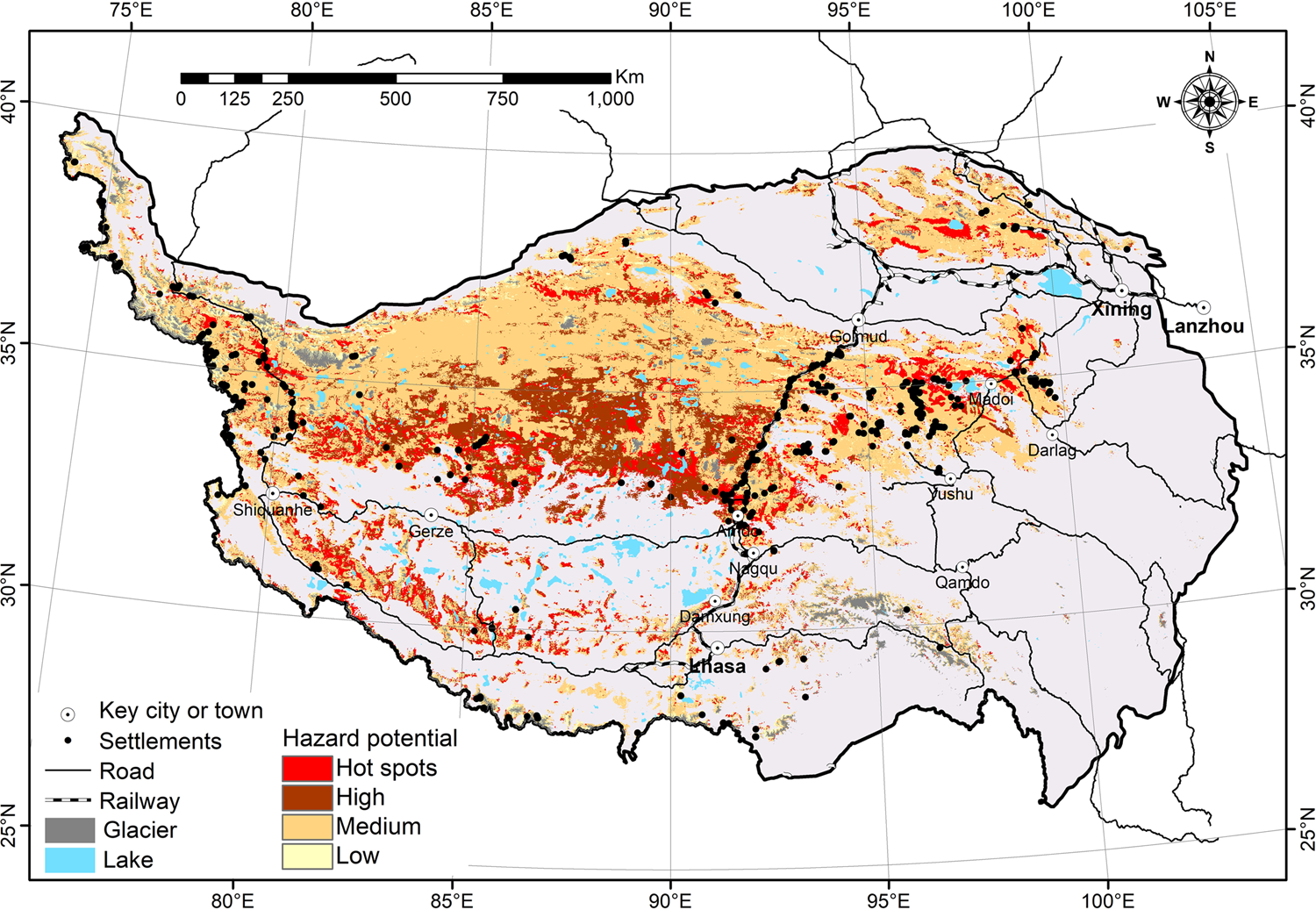
نقشه‌ای دقیق از زیرساخت‌های فلات چینگهای–تبت که طبق سناریوی اقلیمی SSP2-4.5 در معرض خطر ذوب یخبندان دائمی هستند.

## نگارخانه

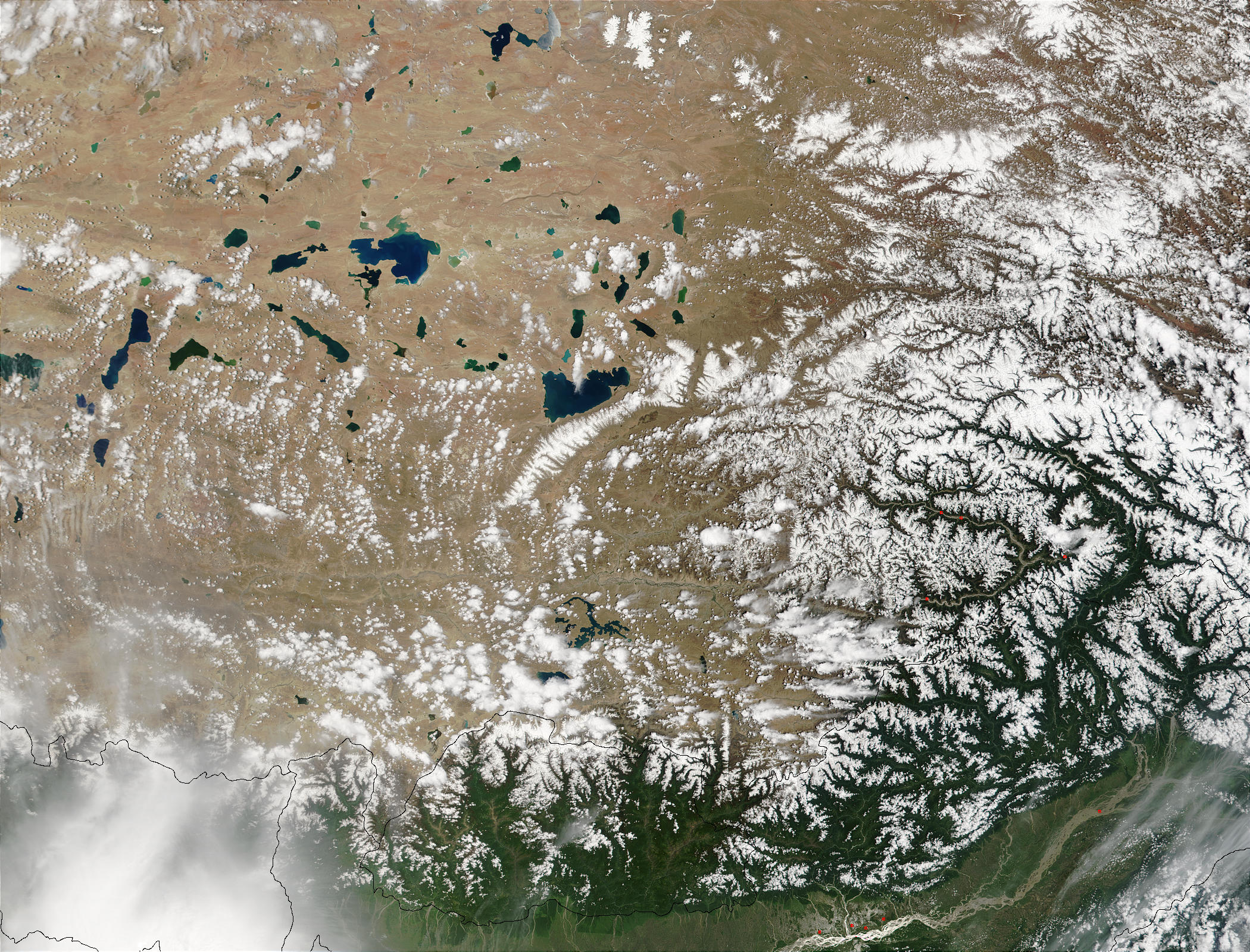